# It’s About T.I.M.E.
It’s About T.I.M.E. (с англ. — «История величайшего человека в мире») — третий студийный альбом американского хардкор-рэпера Sticky Fingaz, выпущенный 14 февраля 2019 года на лейбле Major Independents. Альбом доступен только на собственном сайте рэпера.
Альбом был выпущен в формате «цифровой aльбом-фильм» (англ. Digital Album Movie) и сопровождается музыкальным фильмом, который рассказывает о жизни американского рэпера Стики Фингаза, начиная от его рождения и до попадания в группу Onyx. Стики Фингаз не только написал сценарий к этому фильму, но и выступил в роли режиссёра, оператора и продюсера фильма, а также сыграл небольшую роль в фильме. Всю музыку для картины создал Nottz Raw.
В марте после того, как Фингаз отреагировал на высказывания от Kodak Black, его «цифровой aльбом-фильм» стал доступен на его веб-сайте вместе с дисс-треком на Кодака Блэка, «Bust Down». В июле альбом стал доступен на платформе iDitty в виде интерактивной сувенирной карты. Бонус-треки с альбома были выпущены на цифровых площадках 7 апреля 2020 года, сам же альбом был выпущен 1 мая. В 2020 году альбом будет выпущен на виниловых пластинках.

## Сюжет и концепция
В фильме рассказывается история жизни американского рэпера Стики Фингаза, от опыта, полученного им в детском возрасте, до его взросления и превращения в икону хип-хопа. В фильме три молодых актёра внешне похожих на Стики играют эволюцию рэпера. Всё это сопровождается песнями, исполненными самим рэпером. По мнению режиссёра фильма, эта картина может встряхнуть искусство до основания на долгие годы.
Фильм был снят в 2016 году в Лос-Анджелесе, и частично в Дакаре. Сам рэпер говорит, что в названии этого релиза заложен двойной смысл. Во-первых, он так долго не выпускал сольный альбом, так что теперь пришло время (англ. It’s About Time). Во-вторых, «T.I.M.E.» также является аббревиатурой, означающей «The Illest Man Ever» (с англ. — «Самый Безумный Человек В Мире»). Это история жизни Стики Фингаза.

## Предыстория
В ноябре 2017 года американский рэпер Стики Фингаз, участник группы Onyx, опубликовал обложку и ссылку на предзаказ своего нового альбома/фильма под названием It’s About T.I.M.E. На YouTube аккаунте артиста был опубликован сначала тизер нового фильма, а затем и сам трейлер.
Выход альбома/фильма то и дело переносился, но интерес к нему поддерживался выходом видеоклипов на песни, которые добавлены в качестве бонус-треков к новой картине: «Made Me» (feat. Cassidy), «Change My Life», «Ebenezer Scrooge» (feat. N.O.R.E.), «Put Your Fingaz Up», «S.T.F.U.» (feat. Onyx and M.O.P.)
12 февраля 2019 года Стики Фингаз выпустил тизер, который сопровождался датой выхода альбома/фильма.

## USB-флеш-накопитель
В апреле 2018 года Стики Фингаз продемонстрировал носитель, на котором будет выпущен его альбом/фильм. Это USB-флеш-накопитель, выполненный в виде силиконового пальца аутентичного большому пальцу руки Стики Фингаза. В таком виде альбом/фильм был выпущен в ограниченном тираже для коллекционеров. На этой флешке содержится несколько бонусных треков, независимых от фильма, которые были спродюсированы Desmond «DSP» Powell и различными другими продюсерами. В записи песен приняли участие рэп-группы Onyx и М. О. Р., а также рэперы N.O.R.E., Cassidy, Kurupt и Vado. Каждый бонус-трек также сопровождается видеорядом. Главной песней среди них является песня под названием «Put Your Fingaz Up», поскольку видеоклип на эту песню снят с помощью самой удивительной визуальной технологии на сегодняшний день, VR 360, позволяющей вращать картинку видео во время его просмотра.

## Список композиций (саундтрек)
- «Pay Attention»
- «110373»
- «Never Was Born»
- «Just A Kid»
- «So Beautiful»
- «I’m A Teenager»
- «City Boy»
- «Run Away»
- «Until It Gets Dark»
- «Hunger Taught Me To Cook»

## Список композиций (бонус-треки)
- «Put Your Fingaz Up» [Producer: Desmond «DSP» Powell & Sticky Fingaz]
- «Change My Life» [Producer: MaD LiON]
- «I’m A Hater» [Producer: Desmond «DSP» Powell & Sticky Fingaz]
- «S.T.F.U.» (feat. ONYX and M.O.P.) [Producer: Tru .P]
- «Ebenezer Scrooge» (a.k.a. «New York Niguhz In Hollywood») (feat. N.O.R.E.) [Producer: Chyskillz]
- «Made Me This Way» (feat. Cassidy) [Producer: Desmond «DSP» Powell & Sticky Fingaz]
- «Blue» (feat. Kurupt) [Producer: Desmond «DSP» Powell & Sticky Fingaz]
- «Bucket List» (feat. Desmond «DSP» Powell) [Producer: Desmond «DSP» Powell & Sticky Fingaz]

## В ролях
| Актёр         | Персонаж                       |
| ------------- | ------------------------------ |
| Стики Фингаз  | играет самого себя             |
| Malik Sinegal | Стики Фингаз в возрасте 15 лет |
| Just Gii      | играет саму себя               |